# Falso Dimitri III di Russia
Falso Dimitri III (in russo Лжедмитрий III?; ... – Mosca, luglio 1612) è stato il terzo pretendente al trono di Russia comparso nel "Periodo dei torbidi".
Così come il Falso Dimitri I e il Falso Dimitri II, anch'egli affermava di essere Dmitrij figlio del defunto Ivan il Terribile, assassinato con tutta probabilità nel 1591. Al pari del suo predecessore, il terzo Falso Dimitri era ben consapevole di essere un impostore.

## Biografia
Anche la vera identità del terzo Falso Dimitri è tutt'altro che certa. Generalmente, stando alla versione dello storico russo Igor Tjumencev, si ritiene che egli fosse in verità un tale Matviej diacono, officiante in una chiesa "oltre il fiume Jauza". Egli si sarebbe allontanato dalla comunità religiosa per non seguire le orme del padre e si sarebbe unito ai cosacchi in una zona a nord del Regno di Russia nei pressi di Pskov, dove avrebbe assunto il nomignolo di Sidorka. Divenne noto anche come il Ladrone di Pskov.
Il 23 maggio 1611 il nuovo aspirante Dmitrij si palesò a Ivangorod quale Zar Dimitri "miracolosamente salvatosi". La città, assediata dagli svedesi, lo riconobbe come sovrano in un misto di euforia e disperazione. Alla testa di un esercito principalmente formato da cosacchi sottomise a sé l'intera regione attorno a Pskov, sconfiggendo e respingendo le truppe svedesi. In una Russia senza alcuno zar che esercitasse concretamente la carica (il polacco eletto zar Ladislao Vasa non varcò mai il confine russo) e con la capitale sotto occupazione polacco-lituana, il falso Dmitrij poté con relativa facilità avanzare verso Mosca, retta da un concilio di boiari filo-polacchi, lo Zemskij sobor. Trovando una tacita intesa strategica con le milizie popolari di Kuz'ma Minin e Dmitrij Pozharskij (i quali invitavano a non riconoscere l'impostore), il terzo falso Dmitrij fu in grado di scacciare con l'aiuto di queste ultime gli occupanti polacchi dalla regione di Mosca, aprendosi così la strada verso il trono di Russia.
Proclamato zar il 2 marzo 1611 e insediatosi temporaneamente al Cremlino di Mosca, il Falso Dimitri III cominciò a comportarsi in modo dissoluto e a sottoporre i sudditi a vessazioni. I boiari, scontenti e disillusi, iniziarono così a cospirare contro di lui. Profittando degli scontri riaccesisi ai confini nord-occidentali con le truppe svedesi, in sordina vennero liquidate le guardie cosacche fedeli a Dmitrij, il quale, fiutato il pericolo, si affrettò a fuggire oltre la Narva. Due giorni dopo lo zar impostore fu catturato, fatto prigioniero e ucciso lungo la strada per Mosca (o forse giustiziato nella capitale). Si concluse così l'epopea delle "Dimitriadi".
Successivamente alla caduta dell'ultimo Falso Dimitri salirà al trono nel 1613 Michele III, che metterà fine al Periodo dei torbidi restaurando il potere autocratico dello zar e inaugurando il lungo regno della dinastia Romanov.